# Земо Мачхаані
Земо Мачхаані (груз. ზემო მაჩხაანი) — село в Грузії.
За даними перепису населення 2014 року в селі проживає 1826 осіб.